# 英國女童軍
英國女童軍（英文：Girlguiding UK）是一個英國的國家女童軍組織。女童軍運動於1910年於英國發起，是由羅伯特·貝登堡請求他的妹妹艾格妮絲·貝登堡，開始成立一個特別針對女性，並且運作模式和《童軍警探》相似的獨立組織。女童軍總會（The Guide Association）於1928年，為世界女童軍總會的創始會員。今日該總會擁有60萬位成員，並且是英國最大的女性青少年組織。
英國的女童軍運動組織，其正式名稱為「女童軍總會」（The Guide Association），而在日常經營上則使用「英國女童軍」（Girlguiding UK）。縱使英國童軍總會在2007年1月開始，開始強制接受女性青少年，但是並不影響英國女童軍的招收狀況。現今，全英國四分之一的8歲女童皆為幼女童軍。
英國女童軍是一個慈善機構，而且其成人服務員並非有給職。由於這個原因，還有其工作主要針對青少年族群的個人和社會發展，英國女童軍成為國家志願青少年服務委員會的一員。